# بشو ناگاهارو
بشّو ناگاهارو (به ژاپنی: 別所 長治 Bessho Nagaharu); ۱ ژانویهٔ ۱۵۵۸ – ۲ فوریهٔ ۱۵۸۰) سامورایی، دایمیو اهل ژاپن بود. همسراصلی وی دختر هاتانو هیده‌هارو بود.
پس از مرگ پدر در اثر بیماری در سال ۱۵۷۰ رهبری خاندان را در سن کم و با حمایت و نظارت دو عموی خود در دست گرفت. خاندان بشو به زودی راه تبعیت از اودا نوبوناگا را در پیش گرفت. در ماه دهم از سال ۱۵۷۵ وی با نوبوناگا ملاقات کرد. سال بعد نیز برای سلام سال نو به نزد نوبوناگا رفت. در سال ۱۵۷۷ در حمله به ولایت کی هنگامی که نوبوناگا برای حمله آماده می‌شد بشّو ناگاهارو نیز یک سپاه کمکی برای این حمله آماده کرد. در حمله نوبوناگا به ناحیه چوگوکو به قصد نابودی خاندان موری وی ابتدا به عنوان رهبری حمله شرکت کرد اما بعد از کشتار قلعه کوزوکی و گماشتن هاشیبا هیده‌یوشی به عنوان فرمانده کل حمله به چوگوکو احساس نارضایتی وی نسبت به نوبوناگا آغاز شد. همسر اصلی وی دختر هاتانو هیده‌هارو از ولایت تانبا بود. نوبوناگا هنگام حمله به ولایت تانبا از وی درخواست همکاری کرد و از این پس بود که شورش وی علیه نوبوناگا آغاز شد. بسیاری از مخالفان نوبوناگا نیز به وی پیوسته و به حامیان نوبوناگا حمله کرده و بدین ترتیب قسمت شرقی ولایت هاریما به جبهه ضد نوبوناگا تبدیل شد.
پس از آن ناگاهارو به هاشیبا هیده‌یوشی که از امر نوبوناگا پیروی می‌کرد حمله کرد. سپس در قلعه میکی ساکن شده و جنگ علیه نوبوناگا را ادامه داد. از طرف دیگر شرایط دیگری مانند شورش آراکی موراشیگه بر ضد نوبوناگا یا حمایت خاندان موری از دشمنان نوبوناگا به نفع وی بود. وی توانست در مقطعی به پیروزی‌هایی هم دست یابد. تا بالاخره هیده‌یوشی در محاصره میکی توانست ابتدا دو قلعه ضمیمه (قلعه کانگی و قلعه شیکاتا) را در اطراف قلعه میکی را تصرف کند. سپس هیده‌یوشی راه حمایت و کمک رسانی خاندان موری را به قلعه میکی قطع کرد. در سال ۱۵۸۰ بعد از دو سال و نیم محاصره کامل قلعه میکی ناگاهارو برای نجات سربازان قلعه، به همراه زن و فرزند و برادران خود همگی هاراکیری کردند. در هنگام مرگ ۲۳ سال داشت.